# إدوارد فرنسيس هارينجتون
إدوارد فرنسيس هارينجتون (بالإنجليزية: Edward Francis Harrington)‏ هو قاضٍ ومحامٍ وضابط أمريكي، ولد في 16 سبتمبر 1933 في فول ريفر في الولايات المتحدة.